# Казаватова, Зайнаб Аликовна
Зайнаб Аликовна Казаватова (1 августа 1972, Махачкала, Дагестанская АССР, РСФСР, СССР) —  российская женщина-борец вольного стиля, чемпионка России и Европы. Мастер спорта России международного класса по вольной борьбе.

## Биография
Родилась в Махачкале. Отец — кумык, мать — русская.

## Образование
Окончила Московский городской педагогический университет.

## Спортивные результаты на международных соревнованиях

### Чемпионаты Европы
| Соревнование                    | Сборная | Весовая категория | Место  |
| ------------------------------- | ------- | ----------------- | ------ |
| Чемпионат Европы по борьбе 1993 | Россия  | до 61 кг          | Золото |

## Тренерская деятельность
Преподаёт в московской школе ГБОУ №544. Также работает тренером Спортивной школе олимпийского резерва № 64.